# John Bundrick
John Bundrick (* jako John Douglas Bundrick; 21. listopadu 1948 Houston, Texas, USA) je americký rockový zpěvák a hráč na klávesové nástroje.
V letech 1972–1973 byl členem obnovené skupiny Free, se kterou nahrál album Heartbreaker a s několika členy této skupiny nahrál album Kossoff, Kirke, Tetsu and Rabbit. V roce 1974 hrál na koncertním albu June 1, 1974 (Nico, Kevin Ayers, John Cale, Brian Eno) a od roku 1979 hrál jako doprovodný hudebník ve skupině The Who. Ze skupiny odešel v roce 2011.
Rovněž spolupracoval s umělci, jako jsou Jethro Tull, Roger Waters nebo Sandy Denny.

## Sólová diskografie
- Broken Arrow (1973)
- Dark Saloon (1974)